# Sileby
Sileby är en by och en civil parish i Charnwood i Leicestershire i England. Orten har 7 835 invånare (2011). Byn nämndes i Domedagsboken (Domesday Book) år 1086, och kallades då Seg/Sigelbi/Siglesbie.